# Paracassina
Paracassina es un género de anfibios de la familia Hyperoliidae que habita en los bosques centrales de Etiopía.

## Especies
Se reconocen dos especies según ASW:
- Paracassina kounhiensis (Mocquard, 1905).
- Paracassina obscura (Boulenger, 1895).